# Universal Combat
Universal Combat est un jeu vidéo de combat spatial développé par 3000AD et édité par DreamCatcher Interactive, sorti en 2004 sur Windows. Il s'agit de la suite de Battlecruiser 3000AD.

## Accueil
- GameSpot : 5,9/10[1]